# Krajenka
Krajenka, tyska: Krojanke, är en stad i Polen med 3 733 invånare i december 2016, belägen i Powiat złotowski i norra delen av Storpolens vojvodskap. Staden är säte för en stads- och landskommun med 7 571 invånare 2016.